# 임도희
임도희(1985년 4월 1일 ~ )은 전 KBO 리그 야구 선수의 내야수이다.

## 출신학교
- 1992년 ~ 1998년 : 서울도곡초등학교
- 1998년 ~ 2001년 : 잠신중학교
- 2001년 ~ 2005년 : 휘문고등학교 (1년간 유급)
- 2005년 ~ 2008년 : 연세대학교 (2005학번)

## 수상 경력
- 2008년 KBO총재기 전국대학야구대회	도루상